# Jacques Pellen

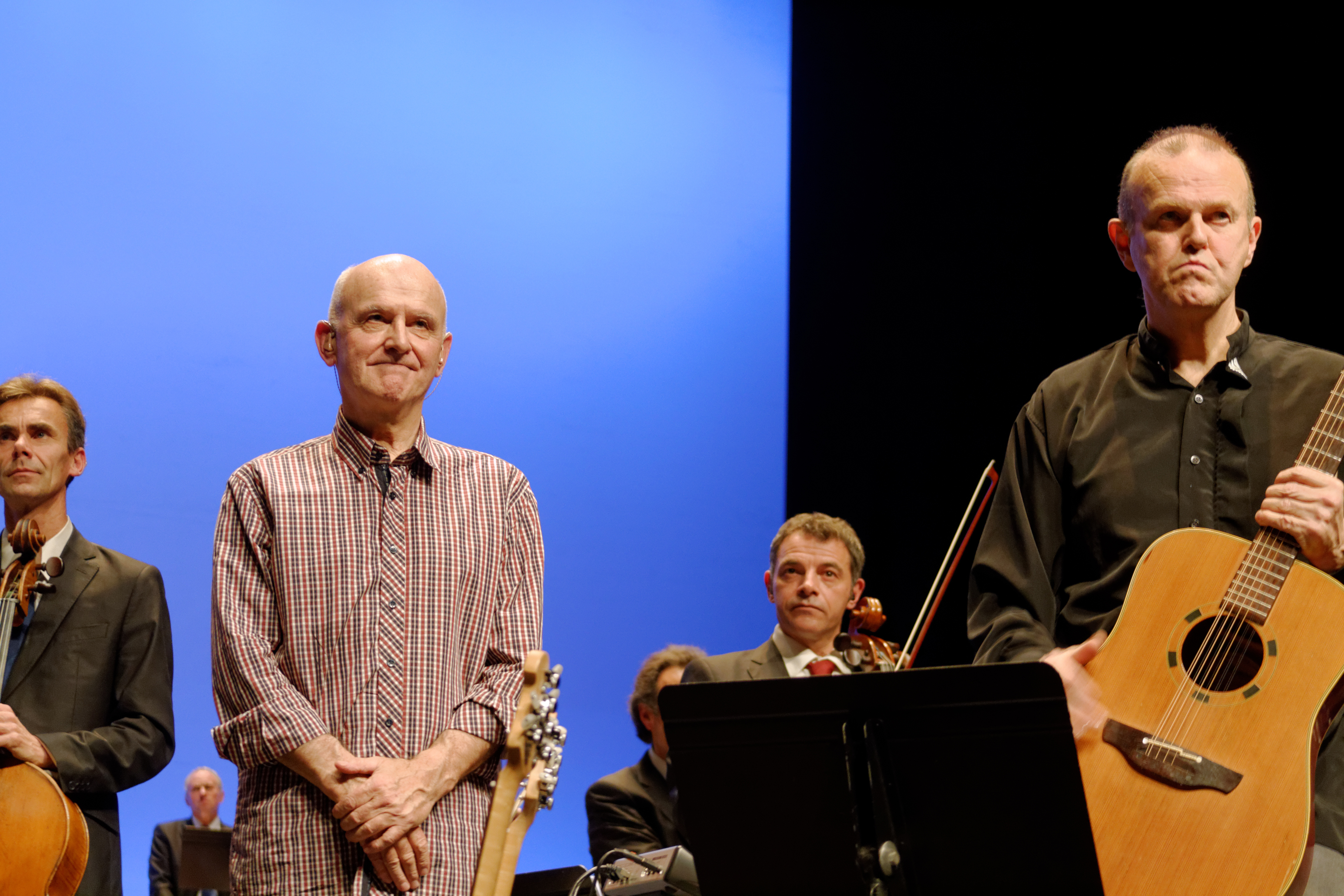
Jacques Pellen (rechts) met het Orchestre symphonique de Bretagne in 2015

Jacques Pellen (Brest (Finistère), april 1957  – aldaar, 21 april 2020) was een Franse jazzgitarist en componist.

## Biografie
Pellen kreeg op zijn twaalfde voor het eerst (klassiek) gitaarles. Na zijn studie werkte hij als freelancer. Hij werkte in de jaren 1970 met de Bretonse zanger Mélaine Favennec en harpiste Kristen Noguès. In 1979 richtte hij met Bruno Nevez een gitaarduo op, dat later werd uitgebreid met François Daniel en Peter Gritz tot een kwartet.
Rond 1990 verscheen zijn eerste album onder eigen naam, met een kwartet met onder meer Kenny Wheeler. In 1993 nam hij een plaat op met de gebroeders Jacky en Patrick Molard en in 1996 verscheen Celtic Procession, een album met dezelfde broers, andere Bretonse musici en, opnieuw, Kenny Wheeler. Hij maakte een plaat met Riccardo Del Fra (1996) en richtte met Paolo Fresu en Erik Marchand in 1998 het trio Condaghés op. Muzikaal bewoog Pellen zich in de ethnojazz, folk en Keltische muziek.
Pellen woonde in Portsall in de Franse gemeente Ploudalmézeau. Hij overleed op 63-jarige in het ziekenhuis van Brest door het coronavirus.

## Discografie
- Jacques Pellen 4 (Caravan, 1989), met Riccardo Del Fra, Peter Gritz, Kenny Wheeler
- Celtic Procession (Silex, 1993)
- Jacky Molard – Patrick Molard – Jacques Pellen: Triptyque (Gwerz Pladenn, 1993)
- Les Tombées de la Nuit – Celtic Procession Live (Naïve, 1999)
- Ephéméra (Naïve, 2003)
- Lament for the Children (Naïve, 2007), met Gildas Boclé, Marcello Pellitteri